# Gradišče
Gradíšče je prazgodovinska postojanka ali naselbina, navadno postavljena na vzpetini, utrjena z obrambnim zidom ali jarkom. Najbolj znane so gradili Slovani, na slovenskem pa tudi Kelti in Histri.
Značilna so predvsem na področju Rusije, Belorusije, Ukrajine, Poljske, Češke in vzhodne Nemčije; tudi na področjih drugih držav (med njimi tudi Slovenija) so odkrili manjše število gradišč.

## Slovenija
V Sloveniji so gradišča postavljali pretežno na vzpetinah v mlajši ali starejši železni dobi (Stična, Brinjeva gora nad Zrečami, Vače, Magdalenska gora, Poštela na Pohorju, Volčji Grad, grad Mirna, Malijevo gradišče, Cvinger pri Dolenjskih Toplicah). Okrog velikih osrednjih gradišč je v posameznih predelih nastala vrsta manjših, ki so bila verjetno v gospodarski odvisnosti od središča. Pod Rimljani so večino gradišč opustili. Višinske utrjene postojanke so postale znova pomembne v pozni antiki. Od 4. stoletja dalje je nastala vrsta manjših mestnih jeder, t. i. poznoantični kasteli (Rifnik nad Šentjurjem, Ajdovski gradec, Ajdna, Gradišče nad Bašljem). V srednjem veku so nekatera gradišča služila za pribežališča.